# Andres Gondola
Andres Gondola Brown – panamski zapaśnik walczący w stylu klasycznym. Zajął siódme miejsce na mistrzostwach panamerykańskich w 2013. Srebrny medalista igrzysk Ameryki Środkowej w 2010 i 2013 roku.